# Ujsoły (gmina)
Pour les articles homonymes, voir Ujsoły.
La gmina d'Ujsoły est une commune rurale de la voïvodie de Silésie et du powiat de Żywiec. Elle s'étend sur 109,95 km² et comptait 4 649 habitants en 2006. Son siège est le village d’Ujsoły  qui se situe à environ 26 kilomètres au sud de Żywiec et à 88 kilomètres au sud de Katowice.

## Villages
La gmina d’Ujsoły comprend les villages et localités de Cicha, Danielka, Glinka, Herdula, Kotrysia Polana, Kręcichłosty, Młada Hora, Okrągłe, Smereków Wielki, Soblówka, Stawiska, Szczytkówka, Ujsoły et Złatna.

## Gminy voisines
La gmina d'Ujsoły est voisine des gminy de Jeleśnia, Milówka, Rajcza et Węgierska Górka. Elle est aussi voisine de la Slovaquie.